# Миртос
Вижте пояснителната страница за други значения на Миртос.
Миртос (на гръцки: Μύρτος) е село в Гърция, разположено в южната част на остров Крит, дем Йерапетра, ном Ласити. Намира се на брега на Либийско море.
Селото отстои на 50 km от главния град на областта Агиос Николаос. Светецът патрон на селището е Св. Антоний.

## История
Районът около селото е обитаван още от минойския период. Наблизо има два археологически обекта - Пиргос и Фурну Корифи, които датират именно оттогава и чиито разкопки се провеждат в края на 60-те години на XX в. от двама английски учени. Също така още личат останки от римска вила, която обаче е в много лошо състояние заради ерозията на морската вода.
Сегашното селище обаче е основано едва в началото на XX в. Преди това тук е имало само малко рибарско пристанище, в което са слизали местните от околните планини, за да продават земеделската си продукция. Дотогава жителите в областта предпочитат да живеят във високите части, където опасността от пиратски нападения е значително по-малка.

## Забележителности
Благодарение усилията на селския учител Димитрианакис, който в продължение на години събира и съхранява в сградата на основното училище различни предмети (вази, сечива, парчета от статуетки и пр.), които селяните често намират в обработваемите площи източно от селото, днес Миртос разполага с малък исторически музей. От юли 2001 г. музеят отваря врати в специално построена нова сграда, разположена в центъра в непосредствена близост до старата църква. Освен колекцията на Димитрианакис, в него могат да се разгледат и експонати от проведените разкопки в околността, както и умален модел на откритата къща във Фурну Корифи, изработен от британеца Джон Аткинсън, установил се да живее в селото, който понастоящем е и уредник на музея.
Музеят е отворен в определени часове три дни в седмицата.
На около 5 km от селото се намира и живописното ждрело Саракина. За туристите има предвидени пешеходни турове из околността, които се радват на голям интерес. Пътеките са маркирани и обозначени.

## Население
Населението на Миртос през 2011 г. е 620 жители. Основният поминък е туризмът. Има голям брой апартаменти и студиа под наем, таверни и магазинчета за сувенири. Началото на туристическите посещения е поставено в началото на 70-те години на XX в., когато първоначално селото става популярно сред хипитата.